# Berlitz Corporation
Корпорација Берлиц (енгл. Berlitz Corporation) је међународна корпорација за образовање, пре свега за учење страних језика. Њено седиште је у Принстону (Њу Џерзи) и Токију (Јапан). Основана је 1878. године, ради у више од 70 држава и подржава рад више од 50 језика.

## Оснивање
Компанију је основао је 1878. године Максимилијан Берлиц у Провиденсу, Роуд Ајланд у САД. Одрастао је у Шварцвалду у Немачкој у породици учитеља и математичара. Године 1872. емигрирао је у Сједињене Америчке Државе да би подучавао грчки, латински и још шест европских језика према строгим традиционалним методама „граматика - превод“.
Након што је изградио каријеру као приватни наставник, почео је да ради на колеџу Варнер Политехник као професор француског и немачког језика. Његово име је било значајније од имена самог колеџа, па је Берлиц ускоро постао власник, декан, ректор и једини члан Факултетског одбора.
Будући да му је био потребан асистент за француски језик, Берлиц је запослио младог Француза, који му се због молбе за посао написаној на беспрекорном француском учинио најперспективнијим кандидатом. Када је нови асистент Николас Џоли стигао у Провиденс, затекао је свог послодавца потпуно исцрпљеног, у грозници због превише посла. Стање му се још и погоршало када је открио да његов нови асистент уопште не говори енглески. У очајничком покушају да спаси школу и запосли Џолија, Берлиц му је наредио да уз помоћ гестикулације објашњава предмете и да глуми глаголе најбоље што може. Затим је болестан поново пао у кревет.
Шест недеља касније вратио се у учионицу очекујући да ће му очајни ученици у лице сасути сав свој гнев. Уместо тога затекао их је како на елегантном француском живахно комуницирају са својим наставником. Формалност традиционалне учионице је нестала. Његови су ученици напредовали много више него што би научили уз Берлица за исто време.
Берлиц је понет овим искуством донео значајну одлуку - схватио је да његово „решење у нужди“ представља камен темељац за једну потпуно нову методу подучавања. Учење откривањем је истиснуло круту методу учења. Ученици су били активни и заинтересовани, а применом ове нове методе нестало је мноштво привидно нерешивих проблема у учењу језика.

## Ширење компаније
На прелазу са 19. на 20. век растућа међународна трговина и оснивање мултинационалних компанија обележили су ново раздобље развоја за Берлиц. У Европи, Јужној Америци и на Далеком истоку потражња за енглеским језиком нагло је порасла; енглески је заменио француски, који је до тада важио као општеприхваћен језик пословног света. Истовремено је порасла потражња за учењем језика и у земљама енглеског говорног подручја.
Педесетих година Берлиц је отворио свој први јужноамерички центар за језике у Мексику. Ускоро је уследило отварање центара у Бразилу, Венецуели, Аргентини, Колумбији и Чилеу, па је врло брзо у Јужној Америци било 50 Берлиц центара. Године 1968. је отворен центар за језике у Токију, а данас их је у Азији око 50. Са више од 126 центара Берлиц је заступљен на европском тржишту. У САД и Канади их је више од 70, а у свету више од 400. Та бројка је у сталном порасту.
Од новембра 2010. званично име је Корпорација Берлиц, а до тада је било Међународни Берлиц (Berlitz International).

## Берлиц у Србији
Огранак Берлица у Србији основан је 1934. године, али је затворен због почетка Другог светског рата. Обновио је рад 2004. године. Кроз њега је за 7 година рада прошло преко 2500 полазника, од чега више од 1300 деце.

## Језици у понуди
Берлиц нуди групну наставу за следеће језике: енглески, француски, немачки, шпански и италијански. Осим стандардних језика које постоје у понуди за групну наставу, у Берлицу се могу научити и следећи језици: холандски, мађарски, чешки, португалски, јапански, кинески, албански, вијетнамски, бугарски, норвешки и арапски. Ови језици се могу учити или кроз мултимедијалну наставу или кроз индивидуалну наставу.

## Берлиц програми
Свој рад Берлиц организује кроз више програма: дечји програми, студентски програм (специфичан тренинг за полагање: ТОЕФЛ/ИЕЛТС), Total Immersion, индивидуални програм, полу-индивидуални програми, мале групе, велике групе, викенд маратон, пословни семинари, пословне теме (нивои 5 - 8).

## Неки од Берлицових ученика
Међу познате полазнике Берлиц школа убрајају се: Русија: Николај II од Русије, Шпанија: Алфонсо XIII од Шпаније, Антонио Бандерас, Хавијер Бардем, Велика Британија: принцеза Ана од Велике Британије, Џон Ленон, Питер О'Тул, Едвард VIII, САД: Џоан Баез, Марлон Брандо, Џими Картер, Ела Фицџералд, Квинси Џонс, Чаби Чекер, Шер, Мелани Грифит, Катрин Хепберн, Рок Хадсон, Џон Фицџералд Кенеди, Бари Манилоу, Еленор Рузвелт, Нелсон Рокфелер, Дајана Рос, Мерил Стрип, Робин Вилијамс, Натали Вуд, Француска: Даниејл Отој, Жерар Депардје, Едит Пијаф, Емануел Беар, Франсоа Митеран, Ив Монтан, Немачка: Ингрид ван Берген, Катарина Вит, Бразил: Сонија Брага, Канада: Селин Дион, Италија: Енрико Карузо.